# Autocares Sierra de las Nieves
Autocares Sierra de las Nieves es una empresa de autobuses interurbanos que opera en el interior de la provincia de Málaga y algunos puntos de la provincia de Cádiz, ambas en Andalucía, España. Algunas de sus líneas están integradas en el Consorcio de Transporte Metropolitano del Área de Málaga. 

## Líneas de autobús interurbano adscritas alConsorcio de Transporte Metropolitano del Área de Málaga
| Línea | Trayecto                     | Recorrido y Horarios |
| ----- | ---------------------------- | -------------------- |
| M-137 | Gibralgalia-Pizarra          | Recorrido y Horarios |
| M-144 | Gibralgalia-El Sexmo         | Recorrido y Horarios |
| M-250 | Málaga-Almogía-Pastelero     | Recorrido y Horarios |
| M-330 | Málaga-Zalea-El Burgo        | Recorrido y Horarios |
| M-331 | Málaga-Zalea-Ronda           | Recorrido y Horarios |
| M-332 | Málaga-Zalea-Algodonales     | Recorrido y Horarios |
| M-333 | Málaga-Zalea-Alozaina        | Recorrido y Horarios |
| M-551 | Almogía-Plaza Mayor-Playamar | Recorrido y Horarios |

## Líneas
- L1: Málaga - Casarabonela - Alozaina
- L2: Almogía - Málaga (M-250 consorcio)
- L4: Ronda - Málaga (M-331 consorcio)
- L5: Coín - Ronda
- L6: Algodonales - Málaga (M-332 consorcio)
- L33: Gibralgalia-Pizarra (M-137 consorcio)